# Parco nazionale di Bouhedma
Il parco nazionale di Bouhedma è un parco nazionale della Tunisia. Si trova 85 chilometri ad est di Gafsa, nella parte centrale del paese, pochi chilometri a sud-ovest della città di Meknassy, ai piedi dell'Atlante sahariano.
L'area protetta è allo stesso tempo riserva della biosfera e parco nazionale. Copre un'area di 170 chilometri quadrati, di cui 88 costituiscono il nucleo centrale. Il resto è costituito da zone cuscinetto e aree di confine. La vegetazione è prevalentemente di tipo mediterraneo-secco, in parte simile alla steppa. Le steppe sono costituite da foreste di ginepro degenerate. Lungo i fiumi e gli uidian si sviluppa una tipica vegetazione ripariale. Sono presenti inoltre savane di acacia. L'altitudine del parco varia da 80 a 814 m sul livello del mare.

## Fauna
Nelle aree recintate della riserva sono state rilasciate alcune specie animali di grandi dimensioni, un tempo tipiche delle zone asciutte del Nordafrica, ma attualmente quasi scomparse. Tra queste figurano l'addax, l'orice dalle corna a sciabola, la gazzella dama e lo struzzo. La gazzella dama è stata reintrodotta qui negli anni '90. Nel 2006, il parco ne ospitava 17 esemplari, mentre un anno prima la popolazione di orici dalle corna a sciabola era stata stimata in circa 130 esemplari. Sembra che gli addax, abituati a vivere generalmente in zone desertiche ancora più aride, non riescano a competere con i più resistenti orici dalle corna a sciabola, più adatti al tipo di habitat qui presente, e questo ha portato ad una diminuzione del loro numero. Pertanto, alcuni esemplari sono stati trasferiti in altre aree protette come il parco nazionale di Jbil e il parco nazionale di Senghar-Jabess.
Anche gli ammotraghi vengono tenuti all'interno di aree recintate; tuttavia, alcuni esemplari sono fuggiti nelle aree circostanti. La gazzella dorcade, invece, vaga libera per il parco allo stato selvatico. Altre specie di antilopi che popolavano la regione, potenziale oggetto di programmi di reintroduzione, sono la gazzella di Cuvier e l'alcelafo. Tuttavia, la sottospecie nordafricana di alcelafo si è estinta e per un'eventuale reintroduzione si dovrà ricorrere al rilascio di esemplari appartenenti a sottospecie alloctone.

## Popolazione
All'interno del parco vivono stabilmente circa 1400 persone, che si dedicano per lo più alla pastorizia, ma anche all'agricoltura. Particolarmente deleteria per la salute del parco è la prima di queste due attività, che favorisce i processi di erosione. Fortunatamente, le autorità del parco stanno cercando di contrastare la desertificazione favorendo le specie di albero native. Inoltre, è stato allestito un museo dell'ecologia. Specialmente all'interno delle due grandi aree recintate, che misurano 20 e 10 chilometri quadrati, la vegetazione si è ristabilita con successo, in quanto il processo di sovrapascolo è stato interrotto vietando l'accesso agli animali domestici.